# Остров Крым
«Остров Крым» — фантастический роман Василия Аксёнова. Написан в 1979 году, издан после эмиграции автора из СССР в США в 1981 году. Представляет собой альтернативную историю и географию, но тяготеет не столько к фантастике, сколько к политической сатире, разбавленной жизнеописаниями персонажей.

## История написания и издания
Роман написан в 1977—1979 годах, частично во время пребывания Аксёнова в Коктебеле. Первое издание состоялось в американском издательстве «Ardis Publishing» в 1981 году.
В СССР впервые «Остров Крым» был опубликован (в подвергшейся некоторой цензуре версии) в 1—5 номерах журнала «Юность» за 1990 год и стал «главным всесоюзным бестселлером года», а Аксёнов стал лауреатом литературной премии журнала «Юность» за тот год. Журнальная версия была проиллюстрирована рисунками Михаила Златковского. Впоследствии роман неоднократно переиздавался в авторской редакции, которая содержала ненормативную лексику.
Писатель посвятил роман памяти своей матери — Евгении Гинзбург.

## Сюжет
Основное допущение романа — полуостров Крым здесь является полноценным островом в бассейне Чёрного моря. Эта деталь играет существенную роль в истории Гражданской войны в России, привнося тот самый элемент «альтернативной истории» и являя собой роль её катализатора — остров Крым здесь уподоблен реальному острову Тайваню, вполне успешному опыту по консервации гражданского противостояния разных политико-экономических систем у одной нации.
Отряды белых, малочисленные и измождённые войной, отступают на остров Крым, преследуемые силами красных. Никакой возможности переломить исход последнего сражения в свою пользу у них нет, остров Крым беззащитен, и войска большевиков начинают последнее наступление по льду пролива. В этот момент происходит случайность, не учтённая ни теми, ни другими — один из кораблей английского флота, стоящий в Чёрном море, внезапно открывает огонь, который из-за хрупкого льда под ногами наступающих становится губительным. Наступление срывается, превращаясь в стратегическое поражение Советов — момент упущен, а получившие передышку белые используют возможность собрать силы, перегруппироваться и превратить остров в неприступный рубеж. Далее предполагается, что во время Второй мировой войны или Великой Отечественной войны остров сохранял нейтралитет, не примкнув ни к «Оси», ни к Антигитлеровской коалиции, а после войны выстоял в вооружённом конфликте с Турцией.
Несмотря на ограниченные территорию и природные ресурсы, остров Крым не только не поглощается СССР, но и процветает, получив помощь и поддержку европейских держав, а также благодаря вовремя проведённым реформам и продуманной внешней политике. Он превращается в своего рода вторую, «альтернативную» Россию, существующую в состоянии вооружённого нейтралитета по соседству с первой. Уровень жизни в Крыму разительно отличается — организована профессиональная армия, поднята промышленность, обустроены лучшие в Европе курорты. На момент начала действия романа Крым представляет собой небольшую, но богатую и процветающую страну, чьё население — как русские, так и крымские татары — в равной мере вобрало в себя и «советское», и «европейское».
Главный герой романа Андрей Лучников — состоятельный дворянин, главный редактор популярной и влиятельной на острове Крым газеты «Русский Курьер» — становится приверженцем и активным пропагандистом так называемой «Идеи Общей Судьбы». Суть этого мировоззрения заключается в том, что СССР и остров Крым — это одна страна с общей судьбой, которая должна объединиться. Лучников, невзирая на сомнения друзей и родственников, организует политическое движение «Союз общей судьбы», которое побеждает на местных выборах в Думу. Вскоре после выборов Дума обращается к Верховному Совету СССР с просьбой о включении Крыма в состав Советского Союза. После того как советские войска входят в Крым, по разным причинам трагически погибает большинство положительных героев романа. Оставшийся в живых Андрей Лучников понимает, что совершил фатальную ошибку.

## Основные персонажи
- # Лучников Андрей Арсеньевич — приверженец «Идеи Общей Судьбы», главный редактор газеты «Русский Курьер», кличка «Луч».
- † Лучников Арсений Николаевич — участник Ледяного Похода, боевой врэвакуант, профессор-историк, миллионер-коннозаводчик, отец Андрея Лучникова.
- Лучников Антон Андреевич — сын Андрея Лучникова.
- † Лунина Татьяна Никитична — бывшая спортсменка, комментатор спортивных программ на телевидении, любовь Андрея Лучникова, жена Глеба Лунина.
- † Кузенков Марлен Михайлович — куратор острова Крым в аппарате ЦК, друг Лучникова.
- Лунин Глеб — бывший спортсмен-десятиборец, чиновник в Госкомспорте СССР, муж Татьяны Луниной, кличка «Суп» (от «супруг»).
- Протопопов Тимофей Лукич — «персона из самого верха».
- † Кристина Парслей — спутница, любовница и телохранительница Андрея Лучникова в поздних главах романа. Из-за ошибки распознавания скана в интернет-текстах часто фигурирует под фамилией Паролей («с» распознано как «о»). Ошибка очевидна благодаря мысли Лучникова — «Интересно, кто же был этот мистер Петрушка?» (parsley англ. — петрушка).

## Значение, влияние и отзывы критики
Сергей Чупринин считает, что роман Аксёнова был в своё время «открытием для читающей публики или, по меньшей мере, напоминанием о давно забытых традициях» наряду с повестью «Невозвращенец» Александра Кабакова (1988). Илья Бояшов отмечал у Аксёнова «яркий, короткий, рубленый хемингуэевский язык, эскапады, словесное изобретательство». Владимир Березин называет роман Аксёнова «уникальным случаем для современной русской прозы» и считает, что «Аксёнов… явно ориентировался на инновационные типы литературного письма». Березин также подчёркивает, что роман был написан «в особое время» 
...вторжение в Крым «по просьбе правительства Крыма» явственно напоминало высадку в Афганистане по аналогичной «просьбе». Роман Аксёнова тогда был не только сказкой о «России, которую мы потеряли», но и протестом против ситуации, в которой вторичная потеря становится неизбежной.

Ксения Зорина в рецензии на переиздание в 1997 году в серии «Боевик» осмысливает значение романа для современного читателя и обнаруживает «неожиданную современность»: 
Сейчас произошло именно то, что описано у Аксёнова: Россия превратилась в остров Крым. Все это не о несуществующем острове, а о сегодняшней Москве, о двойственности жизни в «постперестроечную» эпоху. За эту неожиданную современность, за лёгкий язык, за юмор и живое действие до поры до времени прощаешь Аксёнову одномерность.

И всё же Зорина считает роман скучным для российского читателя 1990-х: 
Это была пародия — за двадцать лет она устарела... Скучно, потому что в 70-е для Аксёнова страшнее тоталитарного государства, оказывается, зверя не было. Все в конечном итоге сводится к примитивной политической схеме, расцвеченной картинами «из жизни богатых», и вполне соответствует определению «боевик». Ожидаемого прорыва в иное пространство не происходит.

 
Текст романа во многом повлиял на людей, формируя их идеалы. Например, украинский медиамагнат Борис Ложкин признался, что в молодости хотел быть похожим на главного героя произведения — редактора и владельца газеты «Русский Курьер» Андрея Лучникова. Российский политик Сергей Митрохин также признался: 
Книги Аксёнова формировали меня как личность. В юности я читал «Остров Крым» в самиздате. Запрещённая литература тогда была для нас самым авторитетным источником знаний.
Книга Ольги Брилёвой «Ваше благородие» является продолжением «Острова Крым»; действие происходит во время присоединения Крыма к СССР, некоторые персонажи романа Аксёнова появляются в «Вашем благородии» в качестве эпизодических.
В начале 1990-х годов в московском драматическом театре «Сфера» был поставлен спектакль «Остров Крым».
В 2013 году Министерство образования и науки РФ включило роман «Остров Крым» в список «100 книг для школьников».
В марте 2014 года премьер-министр Автономной Республики Крым (АРК) Сергей Аксёнов обратился к Владимиру Путину с просьбой «об оказании содействия в обеспечении мира и спокойствия на территории АРК». В интервью, прошедшему на фоне этих событий (см. аннексия Крыма Российской Федерацией), которое взял у Аксёнова ведущий программы «Вести в субботу» на телеканале «Россия 1» Сергей Брилёв, произошёл такой диалог:
Брилёв: Сергей Валерьевич, я не удержусь от такого вопроса. Василий Аксёнов, который написал «Остров Крым», вам не родственник случаем?
Аксёнов: К сожалению, нет.
Брилёв: Ну вторую часть этого романа вы явно пишете...
Аксёнов: Постараемся дописать!Программа «Вести в субботу»